# گامندازول
گامندازول (به انگلیسی: Gamendazole) یک ترکیب شیمیایی با شناسه پاب‌کم ۱۱۲۱۲۱۷۲ است. 